# Mielno (Otorowo)
Mielno – osada leśna wsi Otorowo w Polsce, położona w województwie wielkopolskim, w powiecie szamotulskim, w gminie Szamotuły.
W latach 1975–1998 osada administracyjnie należała do województwa poznańskiego.